# Neopalpa donaldtrumpi
Espèce
Répartition géographique
Neopalpa donaldtrumpi est une espèce d'insectes lépidoptères (papillons) de la famille des Gelechiidae. 

## Découverte
L'espèce a été décrite par le biologiste canadien Vazrick Nazari (d) en janvier 2017, sur la base d'une coloration externe des imagos et d'une structure des pièces génitales différentes de l'espèce voisine Neopalpa neonata.

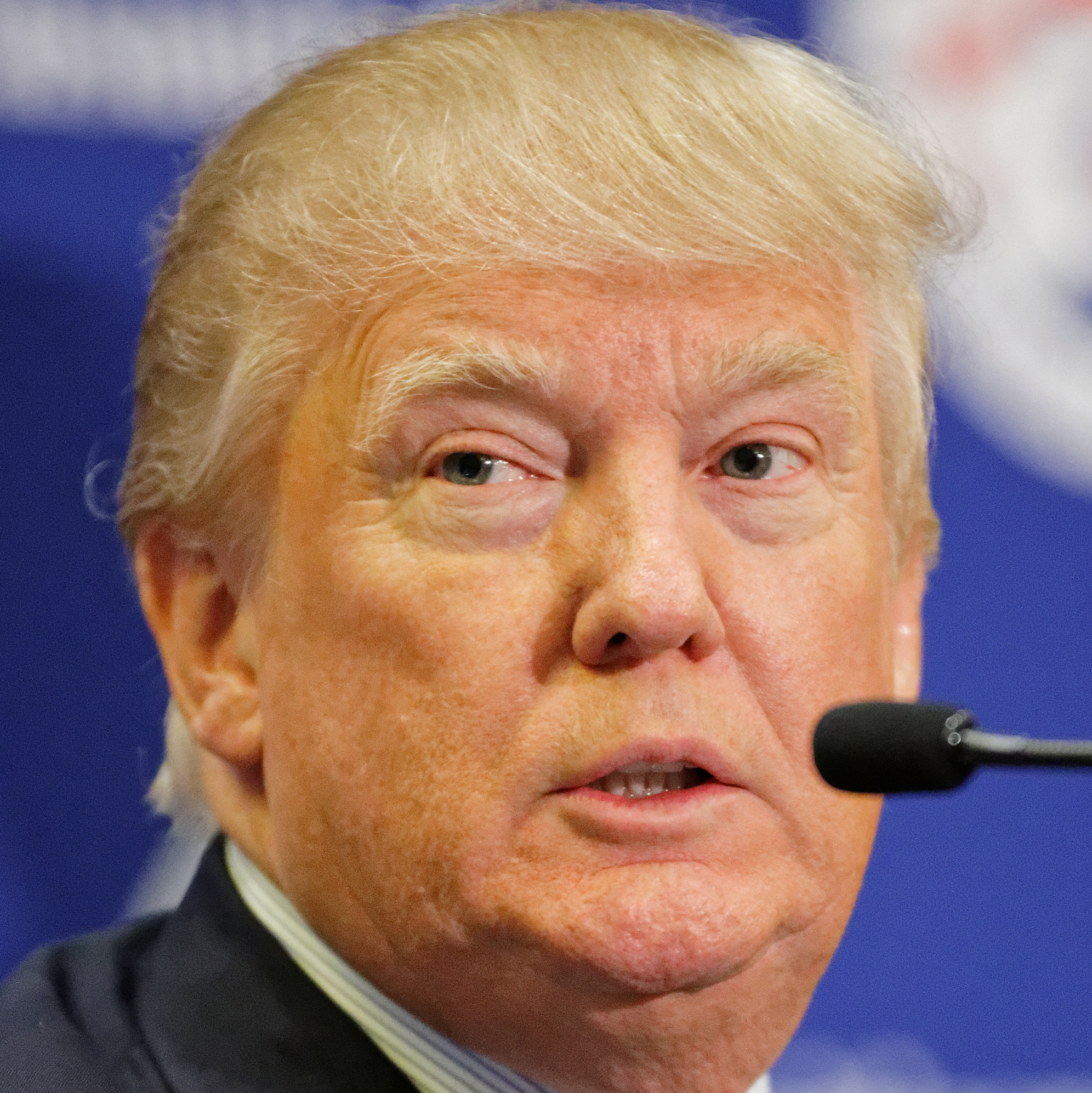
Donald Trump en 2015.

Nazari a choisi le nom de donaldtrumpi en référence à la similitude entre les écailles jaune clair de la tête de l'animal et la coiffure de Donald Trump, alors sur le point d'être investi à la présidence des États-Unis.
Il espérait ainsi attirer l'attention sur l'importance de protéger les habitats fragiles contenant encore des espèces inconnues et sur le rôle de la taxonomie dans la compréhension de cette micro-faune.
De fait, la nouvelle espèce a été largement citée dans les médias américains et internationaux à la veille de l'investiture de Trump,,. Des médias francophones l'ont à tort qualifiée de « mite » par mauvaise traduction du terme anglais moth (hétérocère).
Neopalpa donaldtrumpi est la deuxième espèce animale à recevoir un nom scientifique faisant référence à Donald Trump, après l'oursin fossile Tetragramma donaldtrumpi. Le président des États-Unis précédent Barack Obama avait également eu droit plusieurs fois à ce type d'honneur.

## Morphologie
Les imagos de Neopalpa donaldtrumpi sont des petits papillons de 7 à 10 mm d'envergure. Les ailes antérieures sont jaune orangé avec des zones costale et terminale brun sombre, tandis que les ailes postérieures sont chamois clair. La tête est couverte d'écailles jaune pâle.

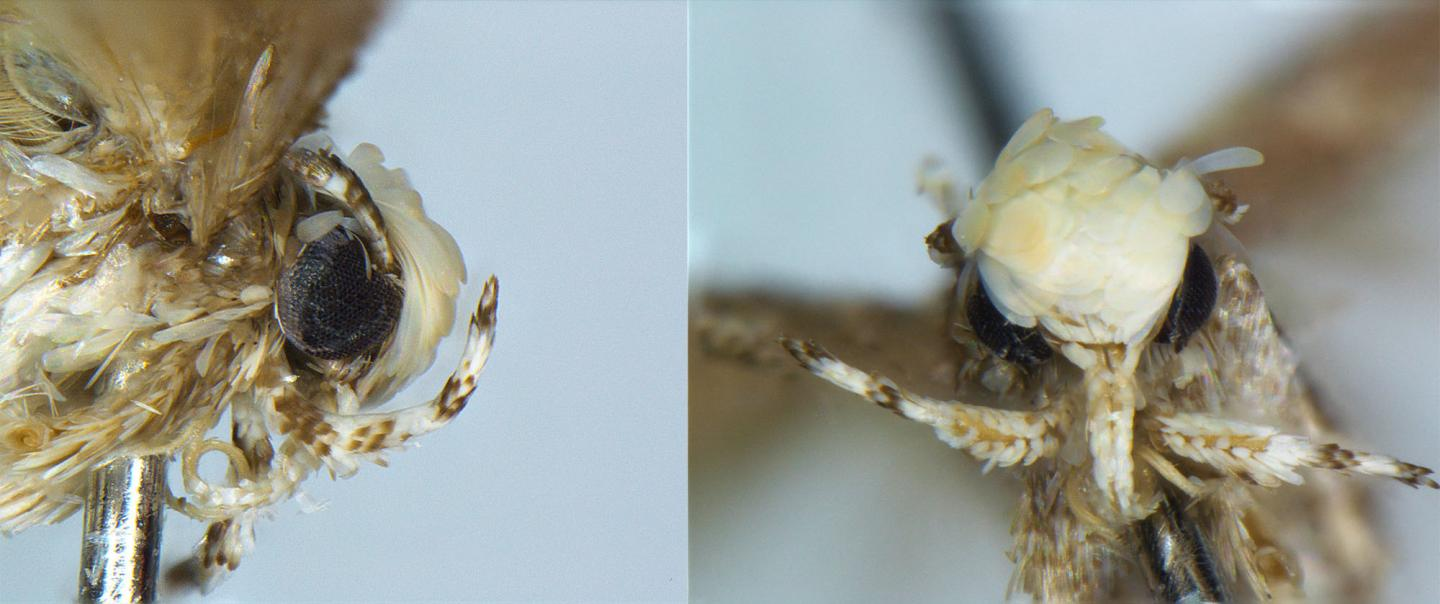
Gros plans de la tête de l'holotype[1], de profil (à gauche) et de face.

## Répartition et biologie
L'aire de répartition connue couvre le Sud de la Californie et le Nord-Ouest du Mexique (Basse-Californie), dans des habitats secs ou sablonneux.
La biologie et les premiers stades de l'espèce sont encore inconnus.